# Väikjärv
Väikjärv (est. Väikjärv, Väitjärv) – jezioro w Estonii, w prowincji Valgamaa, w gminie Rõuge. Należy do pojezierza Haanja (est. Hannja järved). Położone jest na obrzeżach od wsi Kurgjärve. Ma powierzchnię 10,4 ha linię brzegową o długości 1433 m, długość 495 m i szerokość 315 m. Sąsiaduje m.in. z jeziorami Palanujärv, Kurgjärv, Taltjärv, Tuhkrijärv, Kolga, Paadikõrdsi, Kõvvõrjärv. Położone jest na terenie obszaru chronionego krajobrazu Haanja (est. Haanja looduspark). Jezioro zamieszkują m.in.: okoń, szczupak, płoć, wzdręga, leszcz.